# La Concepción, Chiautla
La Concepción är en ort i Mexiko, tillhörande kommunen Chiautla i delstaten Mexiko. La Concepción ligger i den centrala delen av landet och tillhör Mexico Citys storstadsområde. Orten hade 1 092 invånare vid folkräkningen 2010.